# آرآر شلیاق
آرآر شلیاق یک ستاره است که در صورت فلکی شلیاق قرار دارد.